# 앨러스테어 존스턴
앨러스테어 존스턴(Alastair Johnston, 1948년 ~ )은 영국의 기업인이자 스코틀랜드 프리미어리그의 레인저스 FC의 구단주이다.
스트래스클라이드 대학 졸업 후 회계학 학위를 취득하였고, IMG에서 각종 스포츠 사업을 벌였다. 2004년 스코틀랜드의 레인저스 FC를 인수해 구단주가 되었다.

## 같이 보기
- 레인저스 FC